# Coupe d'Asie des clubs champions 1995
Navigation
Édition précédente Édition suivante
La Coupe d'Asie des clubs champions 1995 voit le sacre du club sud-coréen de Ilhwa Chunma qui bat les Saoudiens d'Al-Nasr lors de la finale disputée au Stade international du Roi Fahd de Riyad en Arabie saoudite. C'est le tout premier succès en Coupe d'Asie pour le club.

## Premier tour

### Asie de l'Ouest
| Équipe 1             | Résultat | Équipe 2                      | Aller | Retour |
| -------------------- | -------- | ----------------------------- | ----- | ------ |
| Neftchi Ferghana     | 4 - 5    | FC Yelimay Semipalatinsk      | 3 - 1 | 1 - 4  |
| Al-Seeb Sports Club  | 0 - 4    | Al-Salmiya SC                 | 0 - 0 | 0 - 4  |
| Al Shabab Dubaï      | 2 - 2e   | Al Ansar Beyrouth             | 2 - 1 | 0 - 1  |
| Köpetdag Achgabat    | 6 - 2    | FC Kant-Oil Kant              | 6 - 0 | 0 - 2  |
| Al-Zawra'a SC        | 5 - 2    | Al-Weehdat                    | 3 - 1 | 2 - 1  |
| Al-Arabi Sports Club | -        | Al Muharraq Club forfait      | -     | -      |
| Al Nasr Riyad        | -        | Champion de Palestine forfait | -     | -      |
| Saipa Karaj          | -        | Sitora Douchanbé forfait      | -     | -      |

### Asie de l'Est
| Équipe 1                | Résultat | Équipe 2                    | Aller | Retour |
| ----------------------- | -------- | --------------------------- | ----- | ------ |
| Mohun Bagan             | 2 - 2e   | Club Valencia               | 2 - 1 | 0 - 1  |
| Verdy Kawasaki          | 6 - 0    | Eastern AA                  | 3 - 0 | 3 - 0  |
| Pasay City              | 17 - 2   | Tumon Taivon                | 7 - 0 | 10 - 2 |
| Persib Bandung          | 2 - 1    | Bangkok Bank FC             | 2 - 0 | 0 - 1  |
| Crescent Textile        | 5 - 1    | Saunders SC                 | 2 - 1 | 3 - 0  |
| Ilhwa Chunma            | 8 - 0    | Grupo Desportivo de Lam Pak | 5 - 0 | 3 - 0  |
| forfait Cảng Sài Gòn    | -        | Pahang FA                   | -     | -      |
| 'Thai Farmers Bank FCT' | -        | Dalian Wanda forfait        | -     | -      |

## Huitièmes de finale

### Asie de l'Ouest
| Équipe 1                 | Résultat | Équipe 2             | Aller | Retour |
| ------------------------ | -------- | -------------------- | ----- | ------ |
| Saipa Karaj              | 4 - 2    | Al-Salmiya SC        | 2 - 1 | 2 - 1  |
| Al Ansar Beyrouth        | 1 - 6    | Köpetdag Achgabat    | 1 - 1 | 0 - 5  |
| Al-Zawra'a SC            | 3 - 4    | Al-Arabi Sports Club | 2 - 1 | 1 - 3  |
| FC Yelimay Semipalatinsk | 0 - 4    | Al-Nasr              | 0 - 1 | 0 - 3  |

### Asie de l'Est
| Équipe 1                 | Résultat | Équipe 2         | Aller | Retour |
| ------------------------ | -------- | ---------------- | ----- | ------ |
| Persib Bandung           | 5 - 2    | Pasay City       | 3 - 1 | 2 - 1  |
| Thai Farmers Bank FC (T) | 7 - 0    | Club Valencia    | 6 - 0 | 1 - 0  |
| Pahang FA                | 2 - 5    | Ilhwa Chunma     | 2 - 3 | 0 - 2  |
| Verdy Kawasaki           | 12 - 1   | Crescent Textile | 9 - 1 | 3 - 0  |

## Quarts de finale
Les 8 équipes qualifiées sont réparties en 2 poules géographiques de 4 équipes qui s'affrontent une fois. Les deux premiers de chaque poule se qualifient pour les demi-finales.

### Asie de l'Est
- Matchs disputés à Riyad en Arabie saoudite

| Rang | Équipe               | Pts | J | G | N | P | Bp | Bc | Diff |  | Résultats (▼ dom., ► ext.) |  |     |     |     |
| ---- | -------------------- | --- | - | - | - | - | -- | -- | ---- |  | -------------------------- |  | --- | --- | --- |
| 1    | Al-Nasr              | 7   | 3 | 2 | 1 | 0 | 3  | 1  | +2   |  | Al-Nasr                    |  | 0-0 | 2-1 | 1-0 |
| 2    | Saipa Karaj          | 3   | 3 | 1 | 2 | 0 | 1  | 0  | +1   |  | Saipa Karaj                |  |     | 0-0 | 1-0 |
| 3    | Al-Arabi Sports Club | 2   | 3 | 0 | 2 | 1 | 3  | 4  | -1   |  | Al-Arabi Sports Club       |  |     |     | 2-2 |
| 4    | Köpetdag Achgabat    | 1   | 3 | 0 | 1 | 2 | 2  | 4  | -2   |  | Köpetdag Achgabat          |  |     |     |     |

### Asie de l'Ouest
- Matchs disputés à Bandung, en Indonésie

| Rang | Équipe               | Pts | J | G | N | P | Bp | Bc | Diff |  | Résultats (▼ dom., ► ext.) |  |     |     |     |
| ---- | -------------------- | --- | - | - | - | - | -- | -- | ---- |  | -------------------------- |  | --- | --- | --- |
| 1    | Ilhwa Chunma         | 7   | 3 | 2 | 1 | 0 | 7  | 3  | +4   |  | Ilhwa Chunma               |  | 1-1 | 1-0 | 5-2 |
| 2    | Thai Farmers Bank FC | 5   | 3 | 1 | 2 | 0 | 3  | 2  | +1   |  | Thai Farmers Bank FC       |  |     | 0-0 | 2-1 |
| 3    | Verdy Kawasaki       | 4   | 3 | 1 | 1 | 1 | 3  | 3  | 0    |  | Verdy Kawasaki             |  |     |     | 3-2 |
| 4    | Persib Bandung       | 0   | 3 | 0 | 0 | 3 | 5  | 10 | -5   |  | Persib Bandung             |  |     |     |     |

## Tableau final
- Toutes les rencontres sont disputées au Stade international du Roi Fahd de Riyad en Arabie saoudite.

|  | Demi-finales             | Demi-finales |                        |   | Finale | Finale |
|  | Demi-finales             | Demi-finales |                        |   | Finale | Finale |
|  |                          |              |                        |   |        |        |
|  |                          |              |                        |   |        |        |
|  |                          |              |                        |   |        |        |
|  | Ilhwa Chunma a.p.        | 1            |                        |   |        |        |
|  | Ilhwa Chunma a.p.        | 1            |                        |   |        |        |
|  | Saipa Karaj              | 0            |                        |   |        |        |
|  | Saipa Karaj              | 0            | Ilhwa Chunma a.p.      | 1 |        |        |
|  |                          |              | Ilhwa Chunma a.p.      | 1 |        |        |
|  |                          | Al-Nasr      | 0                      |   |        |        |
|  | Al-Nasr                  | Al-Nasr      | 0                      | 1 |        |        |
|  | Al-Nasr                  |              |                        | 1 |        |        |
|  | Thai Farmers Bank FC (T) | 0            |                        |   |        |        |
|  | Thai Farmers Bank FC (T) | 0            | Match pour la 3e place |   |        |        |
|  |                          |              |                        |   |        |        |
|  |                          |              |                        |   |        |        |
|  |                          |              |                        |   |        |        |
|  | Thai Farmers Bank FC     | 2            |                        |   |        |        |
|  | Thai Farmers Bank FC     | 2            |                        |   |        |        |
|  | Saipa Karaj              | 1            |                        |   |        |        |
|  | Saipa Karaj              | 1            |                        |   |        |        |